# 東京都公害防止管理者
東京都公害防止管理者（とうきょうとこうがいぼうしかんりしゃ）とは、東京都一種公害防止管理者または東京都二種公害防止管理者の資格登録をした者をいう。

## 概要
東京都のみの資格(他道府県では通用しない)。大企業ではなく、中小企業において環境確保条例の規定に基づく工場での選任の義務を有する。元々は一般学生でも受講できたが、2001年4月の東京都公害防止管理者制度が変更されたことにより有資格者のみの受講となった。東京都では特定工場における公害防止組織の整備に関する法律(組織整備法)と環境確保条例の2つの制度が施行されているため、両方の制度に該当する工場は、それぞれの公害防止管理者を選任し、届出書を提出する必要がある。
- 東京都公害防止管理者の資格を取得すると、東京都下水道条例(第7条の16)に定められた水質管理責任者(甲・乙)に選任されることも可能となる。この水質管理責任者は、下水排除基準に適合しない下水を排除するおそれのある工場、事業場において、下水を当該基準値内にして排除するために必要な仕事をする責任者で、水質管理を行っていく上で重要な役割を担っている。

## 資格登録
東京都公害防止管理者として登録できる者は次のとおり。
- 東京都一種・二種公害防止管理者講習（認定講習）修了合格者
- 法律の公害防止管理者または公害防止主任管理者の資格取得者（東京都一種公害防止管理者に登録）

## 資格区分
- 一種
  - 条例別表第八に掲げる工場のうち次の各号に掲げる業種に属するもの（従業員十人以上のものに限る）並びに発電施設、都市ガス製造施設、都市ごみ焼却施設及びパルプ製造施設を有する工場
    - 非鉄金属第一次精錬精製業
    - 鉛再精錬又は亜鉛第二次精錬業
    - 伸銅品又はメッキ鉄鋼線製造業
    - 鋳鋼、銑鉄鋳物、可鍛鋳鉄若しくは非鉄金属鋳物製造業又は製鋼業
    - 有機質飼料又は肥料製造業
    - 建設機械又は鉱山機械製造業
    - 運送用車両又は運送用車両部品製造業
    - 鋼船製造又は修理業
    - トラクター製造業
    - 亜鉛鉄板製造業
    - 石けん又は合成洗剤製造業
    - 合板製造又は薬品による木材処理業
    - プラスチック、合成皮革、プラスチック床材、プラスチックフィルム又はプラスチック発泡製品製造業
    - セメント製造業
    - 舗装材料製造業
    - 合金鉄又は電気炉銑製造業
    - 鍛工品製造業
    - 圧縮ガス又は液化ガス製造業
    - 界面活性剤製造業
    - ソーダー製造業
    - メタン誘導品製造業
    - 医薬品又は農薬製造業
    - 産業用火薬類製造業
    - 染料若しくはその中間物、顔料又は塗料製造業
    - 表面処理鋼材製造業
    - コールタール製品製造、潤滑油及びグリス精製業
    - 条例別表第八に掲げる工場で前項各号に規定するもの以外のもの
- 二種
  - 条例別表第八に掲げる工場で前項各号に規定するもの以外のもの

| (1)金属の精練又は無機化学工業品の製造の用に供する焙燃炉、焼結炉若しくは煆焼炉で、原料の処理能力が一施設一時間当たり一トン以上のものを有する工場 (2)金属の精製又は鋳造の用に供する溶解炉で羽口面断面積が〇・五平方メートル以上のもの又は液体燃料用バーナーの燃焼能力が一時間当たり五十リットル以上のものを有する工場 (3)製鋼、合金鉄又は非鉄金属の製造の用に供する電気炉で変圧器の定格容量が千キロボルトアンペア以上のものを有する工場 (4)動物質臓器を原料とする物品の製造を行う工場 (5)動物質廃棄物の焼却作業を行う工場 (6)レディミクストコンクリート又はアスファルトコンクリートの製造を行う工場 (7)金属の厚板又は形鋼の工作で原動機を使用するはつり作業、鋲びよう打ち作業又は孔あな埋め作業を伴うものを行う工場 (8)金属の鍛造で重量が〇・五トン以上の落下錘を使用するものを行う工場 (9)無機化学工業品若しくは有機化学工業品の製造若しくは精製又はこれらの工業品を用いる製造、加工若しくは作業を行う工場でアンモニア、塩化水素、塩素、窒素酸化物、二酸化硫黄、硫酸（三酸化硫黄を含む）、硫化水素、フッ素化合物、臭素化合物、シアン化水素、塩化スルホン酸、クロム化合物、ホルムアルデヒド、アクロレイン、ホスゲン、ベンゼン、トルエン、アセトン、メタノール、トリクロロエチレン若しくはテトラクロロエチレンを発生させるもの |

## 講習
講習は認定講習であり一種講習は3日間、二種講習は2日間で、通常7〜8月に都内で実施される。また講習会は一種、二種とも日取りと会場を代えてそれぞれ2回開催されているので都合のよい講習会を選べばよい。講師は東京都の環境改善部、環境政策部、自然環境部の各担当者が担う。講習は受講受付時に配布される6冊の教本にそって行われる。ただし講習を修了しただけでは東京都公害防止管理者にはなれず登録しなければならない。

### 講習の目的
都の公害防止管理者制度は、特に公害発生の可能性が高いと考えられる工場において、公害防止管理者を選任し、施設の適正な管理や公害発生の防止に努めるとともに、行政及び地域住民の窓口とするため、都民の健康と安全を確保する環境に関する条例で設置を義務付けたものです。該当する工場(前述)では、必ず公害防止管理者を選任する必要があります。この講習会は、公害防止管理者を養成することを目的としている。

### 一種の講習内容
- 東京都の環境の現況と対策(2時間)
- 環境保全に関する法令の概要(3時間)
- 環境確保条例等の解説(3時間)
- 企業における環境管理のあり方及び公害防止管理者の職務(1時間)
- 大気汚染対策(3時間)
- 水質汚濁対策(2時間)
- 有害化学物質対策(3時間)
- 騒音振動対策(2時間)
- 修了テスト(1時間)

### 二種の講習内容
- 東京都の環境の現況と対策(1時間30分)
- 環境保全に関する法令の概要(2時間)
- 環境確保条例等の解説(2時間)
- 企業における環境管理のあり方及び公害防止管理者の職務(1時間)
- 大気汚染対策(2時間)
- 水質汚濁対策(1時間30分)
- 有害化学物質対策(2時間)
- 騒音振動対策(1時間)
- 修了テスト(30分)

### 受講手数料(令和4年現在)
- 一種　8,200円
- 二種　5,700円

## 受講資格
- 一種資格講習
  - 電気主任技術者(一種、二種、三種)、ボイラー・タービン主任技術者、ガス主任技術者（甲種・乙種）、技術士、高圧ガス製造保安責任者（甲種化学・甲種機械）、医師、薬剤師、火薬類保安責任者（甲種製造・甲種取扱）、ボイラー技士（特級）、危険物取扱者（甲種）、エネルギー管理士いずれかの免状・免許・登録証を有する者
  - 毒物劇物取扱責任者又は廃棄物処理施設技術管理者となる資格を有する者
  - 東京都第二種公害防止管理者の資格を有する者
  - 一種対象工場実務担当者など
- 二種資格講習
  - 一種資格講習の受講資格を満たす者
  - 危険物取扱者（乙種）、高圧ガス製造保安責任者（乙種化学・乙種機械）、ボイラー技士（一級・二級）、火薬類保安責任者（乙種製造・丙種製造・乙種取扱）いずれかの免状・免許を有する者
  - 工場実務担当者など